# Superaislamiento
Superaislamiento es un enfoque para el diseño, la construcción y el reciclado de edificios. Una casa superaislada debe ser calentada preferentemente por fuentes intrínsecas de calor (el calor generado por aparatos y el calor corporal de los ocupantes), sin el uso de energía solar pasiva o de grandes cantidades de masa térmica, y con muy pequeñas cantidades de reserva de calor. Las experiencias realizadas se recomiendan para climas muy fríos y además de gruesos espesores de aislamiento térmico, requiere una estrecha atención a los detalles de la construcción.

La casa pasiva estándar combina una variedad de técnicas y tecnologías para alcanzar un uso ultra-bajo de la energía.

Algunos consideran que el superaislamiento es una alternativa del diseño solar pasivo, ya que muchos edificios solares pasivos incluyen características de ambos enfoques, pero mientras un edificio solar pasivo incluye sistemas de autorregulación natural en verano un edificio superaislado puede volverse inhabitable si no se tiene cuidado en su diseño. Superaislamiento es uno de los antepasados de actual Pasive House (Casa pasiva) que se está desarrollando en Alemania. Un enfoque posible para los edificios superaislados es que tienden a tener una demanda de energía nula.
No existe una definición precisa de superaislamiento, pero los edificios superaislados suelen incluir:
- Aislamientos muy gruesos. Típicamente R40 (R = 40 m².K/W o K = 0,025 W/m².K) en paredes y R60 (R = 60 m².K/W o K = 0,017 W/m².K) en techos.
- El aislamiento cubre toda la envolvente del edificio (paredes, techos, cimientos).
- Construcción liviana, en especial alrededor de las puertas y ventanas.
- Un ventilador de recuperación de calor para proporcionar aire fresco.
- No grandes ventanas en cualquier orientación; (a diferencia de la energía solar pasiva, que utiliza grandes ventanas que enfrentan al sol y menos y más pequeñas hacia otras orientaciones).
- No posee grandes cantidades de masa térmica. (particularmente útil en verano y climas secos)
- No posee sistemas solares activos o pasivas (pero puede tener calentamiento solar de agua y/o recuperación de calor).
- No posee un sistema de calefacción convencional, solo un pequeño calentador de seguridad.

Nisson & Dutt (1985) sugieren que una casa que se podría describir como "superaislada" si el costo de la calefacción es inferior al costo de calentamiento de agua para uso sanitario.
En un clima templado frío con 1000 a 1400 grados día (base 18 °C) en una casa convencional el calentamiento de agua para uso sanitario representa entre un 9 a 12% del consumo anual de energía. Con lo cual si tomamos la definición de Nisson & Dutt una casa debería poder mantenerse a 18 °C gastando un 90% menos de energía.

## Reseña histórica
El término "superaislamiento" fue acuñado por Wayne Schick en la Universidad de Illinois en Urbana-Champaign. En 1976 fue parte de un equipo que desarrolló un diseño llamado casa "Lo - Cal" , utilizando las simulaciones por ordenador basadas en el clima de Madison, Wisconsin. La casa nunca fue construida, pero algunas de sus características de diseño influyó en posteriores construcciones.
En 1978 la "Casa de Saskatchewan" fue construida en Regina, Saskatchewan  por un grupo de varias agencias del gobierno de Canadá. Fue la primera casa que hizo una demostración pública de los beneficios del superaislamiento y generó mucha atención. Originalmente y a manera experimental se incluyeron paneles solares, pero al demostrarse que no eran necesarios, fueron posteriormente retirados.
En 1979 la "Leger House" fue construida por Eugene Leger en Oriente Pepperell, Massachusetts. Tenía una apariencia más convencional que la "Casa de Saskatchewan", y también recibió amplia publicidad.
La publicidad de la "Casa de Saskatchewan" y la "Casa Leger" influyó en el mercado de la construcción y en los años posteriores se construyeron muchas viviendas superaisladas. Pero al bajar el costo de la energía, pasada la crisis de 1973, el interés se redujo. En Estados Unidos muchos constructores utilizan ahora más aislamiento que quepa entre los montantes tradicionales de 2x4 pulgadas, pero son pocos los que la califican como "superaislada".

## Reciclado
Es posible reciclar una casa antigua o convencional para hacerla "superaislada". La forma más sencilla es la de construir nuevos muros exteriores que permitan espacio para el aislamiento. Es obligatoria la instalación de una barrera de vapor en la cara caliente del muro. Se deberá tener especial cuidado al añadir una barrera de vapor en una ubicación distinta al "lado caliente en el invierno" para prevenir la formación de moho y/o hielo en muros. Esto puede causar problemas de salud para los ocupantes y daños en la estructura existente. Muchos constructores, en el norte de Canadá utilizan 1/3 a 2/3, para la colocación de la barrera de vapor. De esta forma la barrera de vapor usualmente presentará problemas de congelamiento y se reducirá al mínimo la posibilidad de otras patologías causadas por la condensación intersticial. Un ambiente interior con temperatura de 20 °C la barrera de vapor puede llegar al punto de congelación solo con temperaturas exteriores inferiores a -40 °C.
El reciclado interior es posible cuando el propietario desea preservar el revestimiento exterior del edificio. Pero dado que la presión de vapor es muy alta el sellado de la barrera de vapor es más difícil, junto a que el espesor del aislante deja menos espacio interior. Otro enfoque consiste en utilizar el método 1/3 a 2/3 que se ha mencionado. Consiste en colocar en el interior de la pared existente la barrera de vapor y añadir el aislamiento y la estructura de apoyo en el interior. De esta forma, los servicios públicos (electricidad, teléfono, cable, y plomería) se pueden agregar en este nuevo muro. 
En todos los casos debe hacerse un cálculo de riesgo de condensación intersticial para minimizar la aparición de patologías constructivas en muros y techos en forma de moho y hasta congelamiento. Dado que se utilizan grandes espesores de aislamiento hay que evitar todo tipo de puente térmico. Caso contrario el uso de aislamiento podría ser pernicioso para la salud interior del edificio.
Una posibilidad es el uso de la tecnología EIFS  o Sistema de terminación con aislamiento exterior (Exterior Insulation Finish System), que permite al menor costo posible por m² reciclar térmicamente un edificio.

## Costes y beneficios
En el nuevo edificio, el costo adicional de aislamiento de la pared y el marco es compensado por no exigir un sistema de calefacción central. El costo de un superaislamiento posterior puede ser analizado buscando un equilibrio entre el costo de combustible de calefacción en la vida útil del edificio (30 a 50 años), que se puede esperar fluctúe de un año a otro debido a problemas de suministro, desastres naturales, acontecimientos geopolíticos o el calentamiento global.
Una casa superaislada tarda más en enfriarse en caso de una falla de energía prolongada, por ejemplo después que una severa tormenta de hielo interrumpe el servicio eléctrico. Condiciones meteorológicas adversas pueden obstaculizar el restablecimiento del servicio energético dando lugar a cortes de una semana o más. Cuando una casa convencional es privada del suministro continuo de electricidad o gas se enfría rápidamente y puede destruirse el sistema de agua saniratia por congelamiento. 
El uso de calentadores eléctricos por acumulación de calor puede ser cuestionable desde una posición ambiental (a menos que la casa se alimente de electricidad producida por tecnologías limpias como la hidroeléctrica).